# Al-Asma'i
Al-Asma'i, född omkring 740 och död 828, ar en arabisk filolog.
Al-Asma'i tillhörde den basriska skolan först som lärjunge till Chalil ibn Ahmad, därefter som dess mest betydande lärare. Han var sin tids främsta auktoritet rörande den äldsta arabiska poesin och dess språk och har ahat en stor betydelse för samlandet och bevarandet av dess skatter, varav en samling, al-Asmaijat bär hans namn. Av kalifen Harun al-Rashid hämtades han till Bagdad som lärare för hans son al-Amin och utövade där ett orerhört inflytande i de litterära kretsarna. Höljd av ära och rikedom framlevde han sina sista år i sin födelsestad Basra.